# Horváth Adolf János
Horváth Adolf János vagy Horváth A. János (Boldogfalva, 1870. június 1. – 1945. szeptember 22. ?) tanár, Szob és környéke régészeti emlékeinek kutatója, a Börzsöny Múzeum kiállítási anyagának megalapozója.

## Életpályája
1870. június 1-jén született a ma Szlovákiához tartozó Boldogfalván, Horvátovich János és Szüllő Amália fiaként. Nevét 1893-ban Horváthra magyarosította. Iskoláit Pozsonyban végezte, de tanítóképző intézeti tanári képesítését Budapesten nyerte el.
Működését a Gömör megyében fekvő Dobsinán kezdte mint polgári iskolai tanár. Itt megismerkedett meg, majd 1897-ben házasságot kötött Ruffinyi Margittal (Ruffinyi Jenő lánya). Tanítóképezdei tanárként 1900-ban került Lévára, ahol az Állami Tanítóképző Intézetben tanár lett, mennyiségtant, természettudományokat és történelmet tanított. 1905-ben kívánságára Iglóra helyezték át, itt folytatta tanári működését az iglói Magyar Királyi Tanítóképző-Intézetben, ahol földrajzot, természetrajzot és fizikát tanított.
Régészeti tevékenysége nyugdíjba vonulása után teljesedett ki, melynek során ezirányú kutatásait Szobon és környékén folytatta. A pilismaróti Öregek-dűlőben talált sírok után 1937-ben a Helemba-szigeten megkezdte az ottani, a középkorban épített templom és érseki udvar feltárását. Az ásatásain tett megfigyeléseit és a különféle leleteket füzetekben dokumentálta, melyek alapján számos jelentést tett a Magyar Nemzeti Múzeumnak, ahová a leletek az esztergomi és a balassagyarmati múzeumok mellett legnagyobb részt kerültek. 
Ezen feljegyzései alapján a Nógrádi Hírlapban írta le Szob történetét az őskortól, valamint a Numizmatikai Közlönyben ismertette a Szobon és környékén tudomására jutott érmeket és éremleleteket. 
1945. szeptember 22-én hunyt el. Munkáját, a környéken előkerülő régészeti leletek dokumentálását és megmentését utódja, Laczus Géza folytatta.